# Вулиця Олени Курило
Вулиця Олени Курило — вулиця у Святошинському районі міста Києва, місцевість Берковець. Пролягає від вулиці Антоні Новосельського до кінця забудови. 
Прилучається вулиці Михайла Рибакова.

## Історія
Вулиця виникла наприкінці 2010-х роках під проектною назвою вулиця Проектна 12916. Назва - на честь української мовознавиці Олени Курило надана 2018 року.